# Agriphila vulgivagellus
Agriphila vulgivagellus là một loài bướm đêm trong họ Crambidae.